# معركة غابة بوسندن
وقعت معركة غابة بوسندن في 31 مايو 1838 بالقرب من هيرن هيل في كنت؛ وقد أطلق عليها اسم المعركة الأخيرة على الأراضي الإنجليزية. دارت المعركة بين مجموعة صغيرة من العمال من منطقة هيرن هيل ودونكيرك وبوتون وفصيلة من الجنود أُرسلت من كانتربيري لاعتقال زعيم المتظاهرين، الذي أطلق على نفسه اسم السير ويليام كورتيناي، والذي كان في الواقع جون نيكولز توم ، صانع شعير من ترورو قضى أربع سنوات في ملجأ للأمراض العقلية في مقاطعة كينت. قُتل أحد عشر رجلاً في المواجهة القصيرة وهم جون نيكولز توم، وثمانية من أتباعه، واثنان ممن أُرسلوا للقبض عليهم. كان سبب المعركة هو تأثير قانون الفقراء الجديد وقد رُبط بأعمال شغب سوينغ.

## خلفية

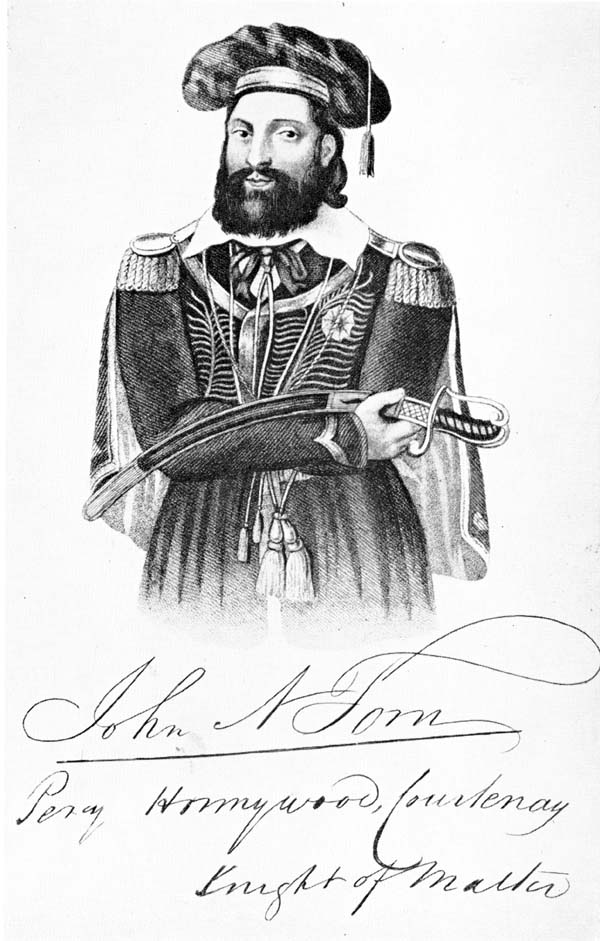
جون نيكولز توم (كورتيناي).

ظهر كورتيناي في كانتربري عام 1832، وترشح دون جدوى في الانتخابات العامة في ديسمبر 1832، وعلى الرغم من الاشتباه في كونه محتالًا، فقد أصبح شخصية محلية شعبية. لقد أُدين بتهمة شهادة الزور في عام 1833 بعد تقديم أدلة دفاعًا عن بعض المهربين. وقضى ثلاث سنوات في ملجأ الأمراض العقليةبعد أن قالت امرأة من كورنوال، كاثرين توم، أنه زوجها المفقود وقالت إنه كان قد عولج سابقًا من الجنون. عند إطلاق سراحه في أكتوبر 1837، بدلاً من العودة إلى عائلته في كورنوال، بقي في كنت وبنى قاعدة من الأتباع في منطقة بوتون. كانت المنطقة قد شهدت بالفعل استياءً زراعيًا واحتجاجات ضد قانون الفقراء الجديد لعام 1834، وكان عمال المزارع، وعدد قليل من صغار المزارعين والتجار، متقبلين لوعظ كورتيناي الألفي ووعوده بحياة أفضل.
في 29 مايو، بدأ كورتيناي ومجموعة من أتباعه في السير حول الريف القريب حاملين علمًا ورغيف خبز على عمود (رمز تقليدي للاحتجاج). كان كورتيناي يمتطي حصانًا رمادي اللون، وكان أتباعه يسيرون على الأقدام. على الرغم من أن المتظاهرين كانوا يتصرفون بشكل سلمي في هذه المرحلة، إلا أن بعض ملاك الأراضي الأثرياء شعروا بالقلق، وفي 31 مايو 1838، أصدر القاضي المحلي، الدكتور بور، مذكرة اعتقال بحق توم. لم يتضح على وجه التحديد ما هو الغرض من مذكرة التوقيف - لإلقاء القبض على كورتيناي أو لإلقاء القبض على العمال الذين انتهكوا العقد مع أصحاب عملهم. ذهب شرطي الرعية جون ميرز، برفقة شقيقه نيكولاس ميرز ومساعده دانيال إدواردز، للبحث عن كورتيناي في مزرعة بوسندن، حيث كان يقيم مع أتباعه. أطلق كورتيناي النار على نيكولاس ميرز، شقيق الشرطي، مما أدى إلى مقتله.

## المعركة
عندما وصلت أنباء القتل إلى القضاة، أرسلوا إلى كانتربري لطلب الجنود، وأرسلوا مفرزة من فوج المشاة الخامس والأربعين من الثكنات. وكان يقودها الرائد أرمسترونج، مع ثلاثة ضباط صغار وحوالي مائة جندي. وكان الفوج قد عاد مؤخرًا من الهند. أطلقت مجموعة من النبلاء والمزارعين المسلحين النار على كورتيناي وفرقته أثناء تحركهم في منطقة هيرن هيل. فر بعض أتباع كورتيناي، وبقي حوالي 35 أو 40 شخصًا، مسلحين بالعصي فقط، باستثناء كورتيناي الذي كان يحمل مسدسات وسيفًا.
أطلق كورتيناي النار على بينيت وأرداه قتيلاً، ثم أطلق عليه رجال أرمسترونج النار وقتلوه عندما فتحوا النار عليه وهاجموه بالحراب. قُتل ثمانية من أتباع كورتيناي أو أصيبوا بجروح قاتلة. كما قُتل شاب من فافرشام، جورج كات، كان يساعد الحملة، فأُصيب بنيران الجنود وقُتل.

## العواقب

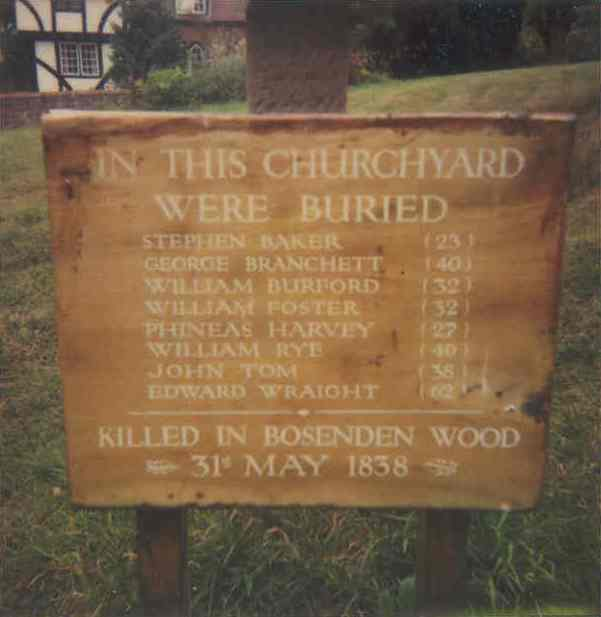
قائمة بأسماء مثيري الشغب الذين قتلوا في معركة بوسندن ودُفنوا في ساحة كنيسة هيرن هيل. كورتيناي مدرج باسم جون توم.

في يوم السبت 2 يونيو، دفن الملازم بينيت في مقبرة كاتدرائية كانتربري مع مراسم عسكرية كاملة.
وعلى مدى الأيام التالية، قُبض على حوالي ثلاثين من أتباع كورتيناي وظهروا إما في التحقيق أو في الجلسات البسيطة في فافيرشام. وأُحيل ستة عشر شخصًا إلى المحاكمة بتهمة القتل. في نهاية المطاف، حوكم عشرة رجال في محكمة ميدستون في أوائل أغسطس، وبرئ هيئة المحلفين الباقين.
اعترف تسعة متهمون بقتل الملازم بينيت بالذنب؛ وحُكم عليهم أيضًا بالإعدام، ثم غُيرت العقوبة. حُكم على توماس ميرز وويليام ويلز بالنفي إلى أستراليا مدى الحياة، وويليام برايس بالسجن لمدة عشر سنوات، وحُكم على الباقين بالسجن لمدة عام واحد.

## فهرس
- ب. ريي 1990 الانتفاضة الأخيرة لعمال الزراعة: الحياة الريفية والاحتجاج في إنجلترا في القرن التاسع عشر. أكسفورد: مطبعة كلارندون(ردمك 0-19-820187-7) (1 أكتوبر 1990)،(ردمك 978-0-9564827-2-3) (منشورات Breviary Stuff ، 31 يوليو 2010).
- بي جي روجيرس 1961، معركة في غابة بوسندن: القصة الغريبة للسير ويليام كورتيناي. لندن: مطبعة جامعة أكسفورد